# IC 3920
IC 3920 је лентикуларна галаксија у сазвјежђу Ловачки пси која се налази на листи објеката дубоког неба у Индекс каталогу.
Деклинација објекта је + 39° 57' 33" а ректасцензија 12h 56m 50,0s. Привидна величина (магнитуда) објекта IC 3920 износи 14,7 а фотографска магнитуда 15,7. IC 3920 је још познат и под ознакама NPM1G +40.0303, PGC 2158373.